# Якщо....
«Якщо….» (англ. if....) — британська драма режисера Ліндсі Андерсона, присвячена життю у британських приватних школах. Фільм став скандально відомим завдяки сценам повстання в публічній школі і асоціюється з контркультурою 1960-х років, оскільки був знятий незалежним режисером під час паризьких демонстрацій у травні 1968 року. Упродовж усього фільму сюжет супроводжується сюрреалістичними елементами. Після прем'єри у Британії фільм отримав рейтинг X.
Роль Міка Тревіса стала дебютною роллю Малкольма Макдавелла у великому кіно. Макдавелл грав головну роль і в інших частинах трилогії Андерсона про Міка «О, щасливчик!» (1973) і «Шпиталь «Британія»» (1982). Фільм отримав Гран-прі 22-го Каннського кінофестивалю. У 2004 році журнал Total Film поставив фільм на 16-те місце в списку найвидатніших британських фільмів, а Британський інститут кіно відзначив фільм 12-го місця в подібному списку. 19 червня 2007 року компанія Criterion Collection випустила фільм у DVD форматі.

## Сюжет
Дія стрічки відбувається в англійській приватній школі для хлопчиків, герої — Мік Тревіс (Малкольм Макдавелл) і двоє його друзів, що протидіють жорсто́кій шкільній системі. Тілесні покарання, знущання старших над молодшими, доноси, казармовий побут — усе це поступово укорінює в юнаках ненависть до панівних порядків. У день заснування Тревіс, його дівчина і друзі розстрілюють школярів з даху зі знайдених у схроні автоматів. Персонал школи відкриває вогонь у відповідь, фільм закінчується сценою перестрілки.

## В ролях
| Малкольм Макдавелл | ···· | Мік Тревіс   |
| Девід Вуд          | ···· | Мік          |
| Річард Ворвік      | ···· | Воллес       |
| Крістіна Нунан     | ···· | дівчина      |
| Руперт Вебстер     | ···· | Боббі Філіпс |
| Роберт Суон        | ···· | Раунтрі      |
| Г'ю Томас          | ···· | Денсон       |
| Майкл Кедман       | ···· | Фортінбрас   |
| Пітер Спраул       | ···· | Барнс        |
| Пітер Джефрі       | ···· | директор     |
| Артур Лоу          | ···· | містер Кемп  |

## Робота над фільмом
Сценарій фільму написав британський сценарист Девід Шервін, спираючись значною мірою на власний досвід навчання в Тонбріджській школі графства Кент. Сценарій мав робочу назву «Хрестоносці» (англ. Crusaders). У 1960 році Шервін і його співавтор Джон Гоулетт запропонували екранізувати сценарій режисерові Сізу Голту, який до цього працював монтажером на студії Ealing Studios і який на той час зрежисирував декілька картин для студії Hammer Film Productions. Голт відчув, що не готовий режисувати сам, але запропонував продюсувати фільм. Вони також визначили образ головного героя, який повинен був виглядати як Джим Старк з фільму 1955 року Бунтар без причини і нервовий зрив якого повинен послужити сигналом до дії. У результаті пошуків режисера Голт у пабі «Сохо» представив Шервіна Ліндсі Андерсону, який і зайняв режисерське крісло.
Фільм знімали в Челтенгемському коледжі — альма-матер Андерсона. Хоча в угоді не було встановлено, що зйомки повинні проходити саме там, директор школи Девід Ешкрофт переконав керівництво погодитися на те, щоб фільм було знято саме в їх школі. Зйомки почалися в середині березня 1968 року і тривали протягом трьох тижнів впродовж семестру. Школярі, що з'явилися в масовці, були реальними учнями школи, які залишалися після уроків, щоб взяти участь у зйомках. У одній зі сцен Пітер Джеффрі, що зіграв роль директора школи, виступає перед шкільними старостами, деякі з яких були справжніми. Під час зйомок коледж отримував в оплату £1000 щодня впродовж 20 днів.
Олденгемська школа в Ельстрее, Гартфордшир, була використана для подальших зйомок після закінчення терміну літніх домовленостей про зйомки в Челтнемі. Кафе «J&H Packhorse Cafe», де знімалася одна зі сцен фільму, розташовувалося на дорозі A5, а не в Челтнгемі, як спочатку планувалося. Сцена «кімнати розваг» була знята в кімнаті шкільного гуртожитку Олденгемської школи, яку орендували для зйомок. Зйомки загальної спальні проводилися там же, у тому числі зйомки довгої кімнати для дітей і кімнати з дерев'яними перегородками. Сцена в душовій кімнаті й туалеті знімалася в роздягальні гуртожитку. Зйомки на природі, включаючи фінальну перестрілку на даху, проходили в Челтенгемському коледжі після закінчення семестру. Актовий день знімався усередині церкви святого Джека на вулиці Альбіон у Челтенгемі. Сцена викрадення мотоцикла з крамниці знімалася в Broadway Motor Company на Гладстон роуд в Лондоні. Зараз на місці гаража стоїть бар «Везерспун» (англ. Wetherspoons pub).
Любовна сцена між дівчиною і Тревісом (частина сцени в кафе) була повністю придумана Макдавеллом, який хотів побачити виконавицю ролі, Крістіну Нунан, голою. Андерсон погодився з проханням Малкольма і ввів сцену у фільм. Він визнав необхідним, щоб Макдавелл запитав у Крістіни дозволу. Та своєю чергою відповіла: «Я не проти» (англ. I don't mind).
У фільмі були використані чорно-білі вставки. У аудіокоментарях, підготовлених до DVD-релізу 2007 року, Малкольм Макдавелл сказав, що роботи з освітлення каплиці зайняли б значно більше часу для зйомок у кольоровому варіанті, ніж у чорно-білому. Час на зйомку в ній був обмежений, і Андерсон вирішив знімати сцену на чорно-білу плівку. Подібний ефект було використано під годиною зйомок деяких інших сцен для поліпшення «текстури» (англ. texture) фільму. Сам Андерсон ще в дитинстві був сильно вражений гангстерським фільмом, що починався чорно-білим, і закінчувався в кольорі. Іншою причиною використання змішаної колоризації фільму був обмежений бюджет фільму, тому під кінець зйомок використовувалася чорно-біла плівка.

## Художні особливості
На прикладі життя маленької спільноти учнів школи у фільмі досліджується проблема пригнічення індивідуальності владою (у тому числі пригнічення сексуальності) і ті наслідки, до яких це призводить: якщо сперечання владної системи залишаються недозволеними, єдиним виходом виявляється радикальна дія. Ця тема була близька Андерсону, який стверджував, що завжди симпатизував революціонерам. За його власним свідченням, в роботі над фільмом він надихався класичною стрічкою Жана Віго «Нуль за поведінку» і називав «Якщо....» «брехтівським фільмом». Окрім елементів брехтівського методу у фільмі простежується вплив документального реалізму у дусі Джона Осборна і руху «Вільне кіно»; з іншого боку, наявність сюрреалістичних епізодів свідчить про складність розмежування реальності і фантазії в житті персонажів.

## Визнання
| Нагороди та номінації фільму «Якщо….» | Нагороди та номінації фільму «Якщо….»    | Нагороди та номінації фільму «Якщо….»  | Нагороди та номінації фільму «Якщо….» | Нагороди та номінації фільму «Якщо….» | Нагороди та номінації фільму «Якщо….» |
| Рік                                   | Кінофестиваль/кінопремія                 | Категорія/нагорода                     | Номінант                              | Результат                             |                                       |
| ------------------------------------- | ---------------------------------------- | -------------------------------------- | ------------------------------------- | ------------------------------------- | ------------------------------------- |
| 1969                                  | 22-й Каннський міжнародний кінофестиваль | Гран-прі                               | Якщо….                                | Перемога                              |                                       |
| 1969                                  | Премія BAFTA                             | Найкращий режисер                      | Ліндсі Андерсон                       | Номінація                             |                                       |
| 1969                                  | Премія BAFTA                             | Найкращий сценарій                     | Девід Шервін                          | Номінація                             |                                       |
| 1970                                  | Золотий глобус                           | Найкращий зарубіжний англомовний фільм | Якщо….                                | Номінація                             |                                       |
| 1970                                  | Національна спілка кінокритиків США      | Найкращий кінооператор                 | Мирослав Ондржічек                    | 2-е місце                             |                                       |